# Anatoxină
Anatoxinele sunt toxine microbiene atenuate prin metode fizice sau chimice, folosite la producerea de vaccinuri. Sunt lipsite de toxicitate, dar își păstrează proprietățile antigenice, fiind capabile să inducă imunitate față de toxina din care au fost derivate.

## Istoric
Prima mențiune despre atenuarea virulenței unei toxine datează din 1923, când Alexander Glenny și Barbara Hopkins arată că virulența toxinei difterice se poate elimina prin tratarea acesteia cu formol. În același an, Gaston Ramon descoperă că produsul obținut prin tratarea chimică a toxinei difterice cu formaldehidă este lipsit de toxicitate, dar își păstrează puterea imunogenă specifică. Vaccinurile obținute prin acest procedeu chimic de eliminare a virulenței toxinelor sunt cunoscute sub numele de anatoxine (în țările de limba engleză se folosește denumirea de toxoid). Primele vaccinuri cu anatoxină au fost introduse de Gaston Ramon (medic veterinar și biolog francez): vaccinul antidifteric (1923) și vaccinul antitetanic (1927). Utilizarea anatoxinelor s-a extins ulterior și la alte tipuri de vaccinuri.

## Utilizări actuale ale anatoxinelor

### Vaccinuri antitoxice cu anatoxine
- Vaccinul antitetanic

Conține anatoxină derivată din tenospasmină, neurotoxina produsă de Clostridium tetani, care este responsabilă de manifestările clinice din tetanos. Anatoxina tetanică se folosește fie ca vaccin monovalent împotriva tetanosului (rapel postexpunere) fie încorporată în vaccinuri plurivalente cu până la șase valențe diferite, în schemele naționale de imunizare profilactică. Nu este teratogenă și se poate administra în siguranță la gravide, pentru prevenirea tetanosului neonatal. La copil se poate administra începând de la vârsta de 2 luni.
- Vaccinul antidifteric

Conține anatoxină derivată din toxina difterică, exotoxina secretată de Corynebacterium diphtheriae, care are capacitatea de a inhiba sinteza proteinelor, provocând astfel manifestările clinice ale difteriei. În prezent nu se mai folosește ca vaccin monovalent, fiind încorporată în vaccinuri bivalente, împreună cu anatoxina tetanică, sau în vaccinuri plurivalente cu până la șase valențe. Nu este teratogenă și se poate administra în siguranță la gravide, pentru prevenirea difteriei la nou-născut și sugarul mic nevaccinat. La copil se poate administra începând de la vârsta de 2 luni, fiind de regulă încorporată în vaccinurile plurivalente folosite în schemele naționale de imunizare profilactică.
- Vaccinul cu anatoxină stafilococică

Conține anatoxine derivate din toxinele și enzimele eliberate în mediul extracelular de diverse tulpini de Staphylococcus aureus. Se folosește ca adjuvant în tratamentul infecțiilor stafilococice recidivante, de preferință în asociere cu vaccinul stafilococic.
- Vaccinul cu anatoxină streptococică

Conține anatoxine derivate din toxinele streptococului hemolitic. Se utilizează ca adjuvant în tratamentul infecțiilor streptococice cutanate și în stările de sensibilizare a organismului fața de streptococul hemolitic și produsele lui.
- Vaccinuri cu anatoxină pertussis

Anatoxina pertusis, derivată din toxina secretată de Bordetella pertussis (agentul etiologic al tusei convulsive) este unul din antigenele folosite pentru producerea vaccinurilor cu componentă pertussis acelulară, alături de hemaglutinina filamentoasă. Vaccinurile pertussis nu se folosesc ca vaccinuri monovalente, ci incluse în vaccinuri polivalente, în combinație cu anatoxina difterică și anatoxina tetanică (DTaP), la care se pot adăuga diferite valențe suplimentare (DTaP+Polio, DTaP+Polio+HIB, DTaP+Polio+HIB+HB).

### Vaccinuri conjugate cu anatoxine
Anatoxinele se folosesc în prezent și pentru a mări răspunsul imun față de antigenele neproteice din vaccinurile fracționate care conțin doar anumite componente microbiene. Fracțiunile din învelișul polizaharidic extern al anumitor bacterii sunt prea puțin imunogene. Legând aceste fracțiuni de anatoxine proteice, sistemul imunitar poate fi determinat să recunoască polizaharidul ca și cum ar fi un antigen proteic. Vaccinurile care încorporează anatoxine în acest scop se numesc vaccinuri conjugate. Exemple din această categorie sunt: vaccinul conjugat împotriva Haemophilus influenzae tip B (care folosește anatoxină tetanică), vaccinul pneumococic heptavalent conjugat (care folosește tipul CRM197 de anatoxină difterică), vaccinul meningococic C conjugat (cu anatoxină difterică) etc. Conjugarea cu anatoxine proteice le conferă acestor vaccinuri imunogenicitate începând de la vârsta de 2 luni, permițând astfel imunizarea sugarilor și copiilor mici, la care vaccinul neconjugat nu este imunogen.

### Seruri imune
Anatoxinele se utilizează și pentru hiperimunizarea animalelor de laborator, în scopul obținerii de seruri antitoxice, care se utilizează fie pentru imunizare pasivă prin seroterapie în anumite boli infecțioase (tetanos, difterie, botulism etc.), fie ca reactivi pentru anumite metode de diagnostic de laborator.